# Xipiu de Goering
El xipiu de Goering (Poospiza goeringi) és un ocell de la família dels tràupids (Thraupidae).

## Hàbitat i distribució
Habita matolls i boscos del sud-oest de Veneçuela.